# György Györffy
György Györffy (26 de setembro de 1917, em Szucság (Suceagu, hoje parte de Baciu ) - 19 de dezembro de 2000, em Budapeste ) foi um historiador húngaro e membro da Academia Húngara de Ciências ( em húngaro:  MTA )

## Biografia
Györffy nasceu em Szucság, Hungria, filho do etnógrafo István Györffy e Anna Papp. Ele terminou o ensino médio na Escola de Gramática St. István em 1935. Entre 1935 e 1939, estudou na Universidade Peter Pázmány (atualmente Universidade Eötvös Loránd ) sob o historiador Sándor Domanovszky, Elemér Mályusz, e o lingüista e turcologista Gyula Németh.
No final deste período, ele fez um período sabático no Mar Báltico, na Finlândia e na Lapônia. Quando recebeu a notícia do início da Segunda Guerra Mundial, retornou à Hungria, chegando em outubro de 1939.
Em junho de 1940, ele recebeu um doutorado em história cultural húngara com sua tese "Besenyők és magyarok" ( Pechenegues e húngaros ).
De setembro de 1940 até o final de 1941, ele trabalhou na biblioteca da universidade como trainee. Desde 1942, ele foi estagiário no Departamento de Pesquisa Histórica do Instituto Científico Pál Teleki, onde mais tarde se tornou professor. De 1945 a 1949, ele foi o Chefe do Departamento de Etnologia do Instituto.
No final de 1951, ele recebeu uma oferta para o cargo de professor sênior na Universidade de Debrecen, mas recusou-a por causa da grave situação política na Hungria na época.
No Departamento de História da Academia Húngara de Ciências (MTA), tornou-se pesquisador, pesquisador sênior e consultor. Em 1987, ele começou a usar um computador para facilitar a edição de seu trabalho. Ele o usou para processar detalhes de Pozsony ( Bratislava ), mas esse trabalho foi deixado inacabado.
Em 1988, ele se aposentou e tornou-se Fellow emérito.

## Prêmios
- 1952 – Kandidátus de ciência histórica.
- 1969 – Doutor em Ciências Históricas com sua tese A magyar várostörténet kezdetei és Budapest kialakulása  ("História antiga das cidades húngaras e a evolução de Budapeste")
- 1988 – Prêmio Herder
- 1990 – Membro Associado da Academia Húngara de Ciências
- 1991 – Membro da Academia Húngara de Ciências
- 1992 – Prêmio Széchenyi
- 1997 – Seu trabalho tornou-se parte do Magyar Örökség  ("Património húngaro").

## Trabalhos
O trabalho de Györffy concentra-se na história húngara, como a Grande Migração do Extremo Oriente para a Hungria, a Dinastia Árpád, a exploração do Extremo Oriente, a topografia e os antigos nomes e assentamentos. Ele se destacou em lingüística e foi membro da Academia Húngara de Ciências. Ele contribuiu para o jornal aprendido da Academia Magyar Nyelv  ("Língua húngara").
Em 1957, ele introduziu ideias que mais tarde formariam sua magnum opus Az Árpád-kori Magyarország történeti földrajza.  ("História da Geografia Húngara durante a Dinastia Árpád"). Neste trabalho, ele registrou nomes geográficos regionais, nomes de assentamentos, nomes de áreas e fronteiras, rios, colinas, florestas e assim por diante, além de um grande número de nomes. Ele gravou os nomes na ortografia original. Ele registrou os nomes das árvores nas regiões fronteiriças e outras características da paisagem. Seu trabalho é importante nos estudos lingüísticos húngaros.

## Obras
- Tanulmányok a magyar állam eredetéről. A nemzetségtől a vármegyéig, a törzstől az országig. Kurszán és Kurszán vára. ("Studies of the Evolution of Hungary. From Roots to Shire Counties, from Clans to Country. Lord Kurszán and his Castle.") Budapest, 1959.
- Az Árpád-kori Magyarország történeti földrajza. ("History of Hungarian Geography During the Árpád Dynasty.") I–IV. Budapest, 1963–1998.
- Napkelet felfedezése. Julianus, Plano Carpini és Rubruk útijelentései. ("Discovery of the Far East. Dispatches of Friar Julian, Plano Carpini and Rubruk.") Budapest, 1965.
- A magyarok elődeiről és a honfoglalásról. Kortársak és krónikások híradásai. ("Hungarian Ancestry and the Great Migration. Contemporary and Chroniclers' Dispatches.") 2nd edition, enlarged. Budapest, 1975.
- Julianus barát és Napkelet fölfedezése. ("Friar Julian and the Exploration of the Far East.") Budapest, 1986.
- Anonymus. Rejtély avagy történeti forrás? ("Anonymus. Mystery or Historical Resource?") Selected studies. Budapest, 1988.
- A magyarság keleti elemei. ("Eastern Hungarians.") Budapest, 1990.
- Krónikáink és a magyar őstörténet. Régi kérdések – új válaszok. ("Chroniclers and Hungarian History. Old Questions – New Answers.") Budapest, 1993.
- Pest-Buda kialakulása. Budapest története a honfoglalástól az Árpád-kor végi székvárossá emelkedéséig. ("Evolution of Pest and Buda. History of Budapest from the Great Migration until the End of the Árpád Dynasty.") Budapest, 1997.
- István király és műve. ("King Stephen and his work.") 3rd edition, enlarged and revised. Budapest, 2000.